# Oratorio della Madonna della Salute (Guarda Veneta)
L'oratorio della Madonna della Salute è un edificio religioso ubicato a Guarda Veneta, comune in provincia di Rovigo, al di fuori del nucleo urbano, nella piccola borgata denominata Madonnina sulla direttiva che la collega a Pontecchio Polesine.
Edificato intorno al 1750, è caratterizzato dalla parte superiore ottagonale. Meta dei fedeli del territorio, conservava un'icona di Madonna col Bambino, di antica fattura e di autore ignoto alla quale erano particolarmente devoti. L'immagine, che era stata danneggiata da una scheggia di granata nell'aprile 1945, a qualche mese dal termine della seconda guerra mondiale, venne trafugata nel 1993 e da allora se ne sono perse le tracce.

## Descrizione
L'oratorio è un edificio modesto nelle dimensioni, principalmente caratterizzato dal tamburo ottagonale che si innalza sulla base a pianta rettangolare. La facciata, di gusto vagamente barocco-neoclassico e avanzata nel corpo centrale, è impreziosita dalla presenza di quattro lesene doriche, che tramite un'arcata cieca sovrapposta a una cornice marcapiano, su cui sono presenti alcuni putti in cotto, s'innalza verso la parte ottagonale. La parte superiore reca l'iscrizione in lingua latina di una parte delle litanie lauretane, Salus Infirmorum / ora pro nobis.